# Сегека-Арена
«Сегека-Арена» (нід. «Cegeka Arena») — багатофункціональний стадіон у місті Генк, Бельгія, домашня арена ФК «Генк».
Стадіон відкритий 1990 року як «Тіль Гейзелінкштадіон». У 1999 році арені присвоєно назву «Феніксштадіон» та розпочато реконструкцію, яка була завершена 2002 року. В результаті перебудови було добудовано дві трибуни та встановлено дах. Після реконструкції 2007 року арена отримала комерційну назву «Крістал Арена», пов'язану зі спонсорським контрактом з місцевою пивоварнею. 
В результаті капітальної реконструкції 2012 року стадіон був повністю перебудований. Під тиском УЄФА було споруджено нові конструкції трибун із чітким розмежуванням категорій місць із окремими пластиковими кріслами, встановлено сучасний відеомонітор, електронну систему контролю та безпеки. 
2016 року, після закінчення дії комерційних прав на назву стадіону попередньою компанією, новим титульним спонсором арени стала компанія «Luminus», в результаті чого він отримав назву «Люмінус Арена».
У 2021 укладено новий десятирічний контракт із бельгійською ІТ-компінією «Segeka», відповідно до якого стідіон отримав назву «Сегека-Арена».